# Religionsfilosofi
Religionsfilosofi utgör ett delområde inom filosofi, systematisk teologi och religionsvetenskap, med uppgift att med filosofiska metoder analysera de filosofiska problem som uppstår i filosofisk reflektion över religion i stort eller inom särskilda religioner. En nyckeldel i religionsfilosofin är att med filosofiska metoder granska de argument som framförs för religiösa teser. Religionsfilosofin berör samma delar som den allmänna filosofin gör: metafysik, epistemologi, etik, med flera fält, och kan inkludera studiet av traditionella religioner (såsom kristendom och buddhism) såväl som sekulära livsåskådningar (såsom sekulär humanism). I Västvärlden har ämnet dominerats av filosofiska frågor relevanta för de Abrahamitiska religionerna (framförallt kristendom), men från 1900-talet och framåt har flera religionsfilosofer i Väst försökt bredda området till att inkludera även andra religioner/livsåskådningar. Enligt Graham Oppy har dock "religionsfilosofi" oftast varit detsamma som "religiös filosofi", det vill säga filosofi bedriven från ett visst religiöst perspektiv med fokus på filosofiska frågor relevanta för just den religionen.

## Historia
Filosofisk reflektion över religiösa frågor har förekommit i alla tider och i alla delar av världen. I Antikens Grekland reflekterade till exempel Försokratikerna och Sokrates över det Gudomliga, i Kina filosoferade daositer om Tian (himmelen) och Dao ("vägen"). I Indien filosoferade hinduer om Brahman och Atman, medan buddhister filosoferat om bland annat nirvana, Buddha och samsara. De flesta senare filosofer har även berört religiösa frågor utan att nödvändigtvis bekänna sig till en religion. Kopplingen mellan religion och filosofi har varit i synnerhet stark i indisk och kinesisk filosofi, där det enligt Charles Taliaferro är mycket svårt att särskilja religion från filosofi.
I Västvärlden har termen "religionsfilosofi" förekommit åtminstone sedan 1600-talet, då de engelska filosoferna Ralph Cudworth och Henry More använde termen. Enligt Gary E. Kessler har den moderna västerländska religionsfilosofin sin början med Friedrich Hegel, men enligt Paul J. Griffiths började den västerländska religionsfilosofin tidigare än så. Griffiths spårar början av den västerländska religionsfilosofin till Nicolaus Cusanus (född 1401, död 1464) idé om att det finns ett "släkte" kallat "religion" som har olika "arter" (de specifika religionerna). Denna idé kom att utvecklas och bli central för bland annat Baruch Spinoza, John Locke och Gottfried Wilhelm von Leibniz. Enligt Griffiths är det när denna idé utvecklades bland dessa 1600-talsfilosofer som det också uppstod en distinktiv "religionsfilosofi", avgränsad från den strikt kristna filosofin. Den västerländska religionsfilosofin fortsatte dock att framförallt beröra filosofiska frågor relevanta för kristendomen. Ett skäl till detta är att västerländska filosofer levt i kontexter där teism varit normen, samt ofta själva varit teister.
Under 1900-talet har försök gjorts till att bredda religionsfilosofin i Västvärlden, från att främst beröra teistiska frågeställningar till att även beröra religionsfilosofiska frågor från till exempel hinduism och buddhism. Försök till sådan breddning har skett bland annat av religionsfilosofer såsom Ninian Smart (född 1927, död 2001) och Wilfred Cantwell Smith (född 1916, död 2000). Trots sådana försök är dock ämnet i Väst fortsatt främst inriktat på teistiska frågor.

### Kristen religionsfilosofi
Under medeltiden (skolastiken) och den tidiga moderna filosofin (fram till 1700-talet) hade filosofin en apologetisk karaktär. Den huvudsakliga uppgiften var att försvara tron på Gud och de religiösa trossatserna. Flera så kallade Gudsbevis har uppkommit i detta syfte. Att bevisa Guds existens var en central del av varje filosofiskt system. Filosofin sågs som teologins tjänarinna (ancilla).
Sedan 1700-talet och upplysningen har mer skeptiska och religionskritiska strömningar gjort sig gällande inom filosofin. Centrala namn i denna utveckling är David Hume och Immanuel Kant, vilka kritiserade flera av de traditionella Gudsbevisen.
När den logiska positivismen och den analytiska filosofin drog fram i början av 1900-talet förnyades religionskritiken. Vissa religionsfilosofiska kretsar, påverkade av Wittgensteins senare filosofi, anammade en antirealistisk religionsuppfattning. Samtidigt har vid sidan av den mer religionskritiska filosofin vissa troende filosofer åter börjat försvara en traditionell Gudstro, bland annat med impulser från den katolska nythomismen, ett slags återupplivande av Thomas av Aquinos filosofi. Vidare har nya teologiska strömningar (till exempel feministisk teologi, befrielseteologi) och nya typer av religioner (nyandlighet, "privatreligiositet", med flera) föranlett omtolkningar av den kristna religionsfilosofins intresseområden.